# 알카미스

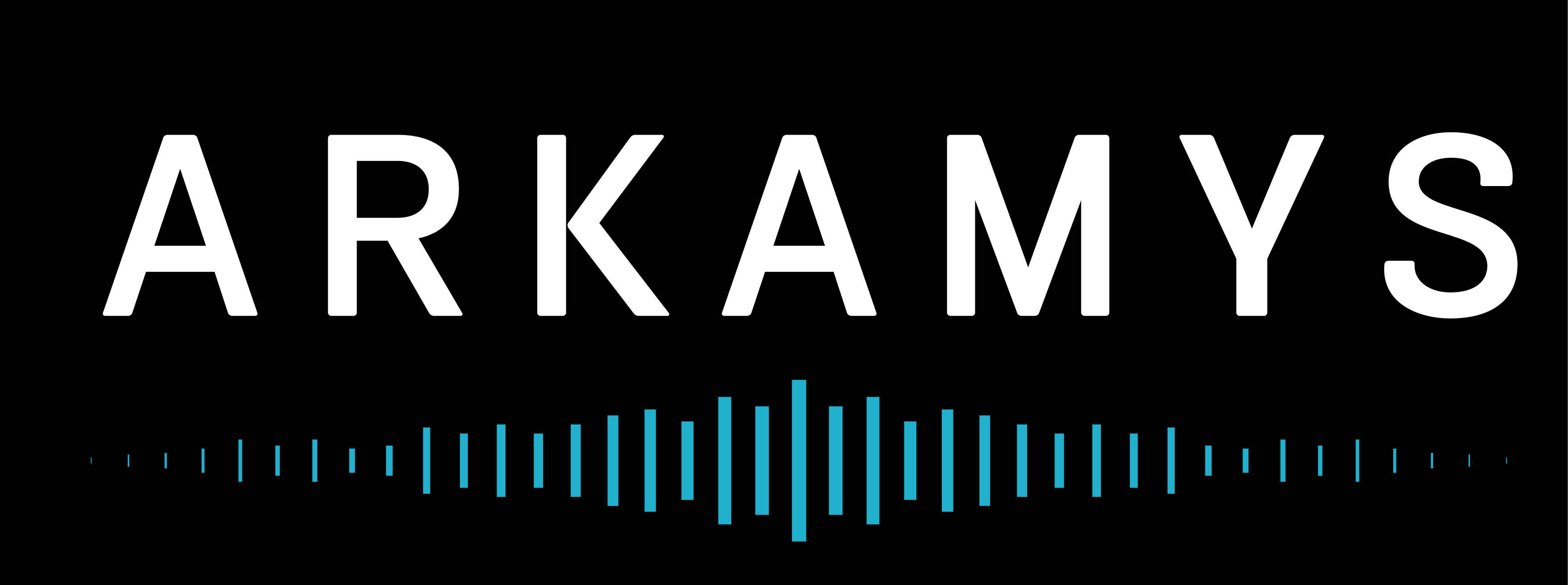

알카미스(Arkamys)는 프랑스에 있는 회사로, 디지털 신호 처리를 전문으로 하고 있다. 이 회사의 오디오 처리 솔루션은 소비자 전자제품 부문과 자동차 오디오 부문에 이용된다.
알카미스는 1998년 파리에서 설립되었다. 처음에 이 회사는 자사가 특허를 받은 사운드 공간화 (spatialization) 프로세스를 이용해 전문 엔터테인먼트 산업을 위해 영화와 DVD를 리마스터 (remaster)하는 일을 하였다. 현재 이 회사의 오디오 강화 소프트웨어는 이동전화, MP3 플레이어, 휴대용 미디어 플레이어, 카 오디오 등 소비자 전자제품에도 구현되고 있다.

## 연혁

### 1998 - 2004
알카미스는 알카미스의 공동창립자 중 한 사람이 발명한 국제 특허 사운드 공간화 (sound spatialization) 프로세스를 활용하기 위해 설립되었다.
알카미스의 기술은 기존 오디오 신호 (모노, 스테레오, 5.1)의 공간화를 허용하는 프로세스를 기반으로 더욱 진짜 같은 청각적 경험을 만들어낸다는 목표를 가지고 있다. 처음에 이 공간화 프로세스는 영화와 DVD 산업에서 뤽 베송의 서브웨이 (2001년에 리마스터함) 같은 걸작 영화를 리마스터하는데 사용되었다.
알카미스는 이것이 빠르게 성장하는 것을 보고, 엘튼 존, 비지스, 핑크 플로이드 같은 스타들이 자신들의 음악을 녹음했던 레코딩 스튜디오 [[:en:Château d'Hérouville|샤또 드 에후빌 (Château d'Hérouville)]]에 자리를 잡기로 결정하였다. 이 샤또의 메인 홀은 오디오 튜닝을 하는데 사용되었고, 그 후에 테이프를 리마스터하여 모노 사운드와 스테레오 사운드를 멀티채널 사운드로 변환하였다. 수많은 영화들이 알카미스의 공간화 프로세스 덕분에 현대화되었다. 그 영화들에는 쟝 콕토의 작품에 영감을 받은 당나귀 공주(Peau d'Âne) (당나귀 가죽)는 물론, 바그다드 카페, 더티 댄싱, 텍사스 전기톱 학살과 [[:en:Louis de Funes|루이 드 휘네 (Louis de Funès)]]의 경관 시리즈 (Le Gendarme) 등이 있다.

### 2004 - 현재
2004년에 알카미스는 공급자에게 영화를 리마스터해주는 서비스 회사에서 카 오디오, 이동전화, 미디어 플레이어 등을 전문으로 하는 소비자 전자제품 산업으로 사업 활동 방향을 재설정하였다. 그래서 프로세서 용량이 제한적인 이동장치와 자동차 라디오에 디지털 프로세싱 알고리즘을 맞추어야 했다. 최초의 고객은 미디어 플레이어 제조업체인 아코스(Archos)와, 항공기 비즈니스 클래스의 헤드폰에 오디오 복원을 최적화하는데 알카미스를 선택한 항공사 에어 프랑스였다. 대형 라이선스 계약은 르노가 자사의 메간 (Mégane) 라인업 대부분에 알카미스 기술을 장착하기로 발표한 2008년에 이루어졌다.

### 주요 사건들
- 1998년: 프랑스 파리에서 설립
- 1998년: 최초의 사운드 공간화 특허
- 1998-2004년: 스튜디오 포스트프러덕션, 엔터테인먼트와 방송: 수 백 편의 DVD와 음악 앨범들
- 2001년 6월: 알카미스, 한때 유명했던 레코딩 스튜디오 샤또 드 에후빌 (Château d'Hérouville)에 정착.
- 2005년: 아코스 604 (Archos 604)에 구현된 알카미스 기술로 휴대용 미디어 플레이어에 최초 적용.
- 2006년 2월: 기내 엔터테인먼트 프로그램의 음악 품질을 강화하기 위해 에어프랑스가 알카미스를 선택.
- 2006년 6월: 알카미스, My700x 모바일폰의 오디오 품질 복원을 개선하기로 사젬통신(Sagem communication )과 라이선싱 계약 체결을 발표.
- 2007년 2월: 알카미스, 자사의 오디오 솔루션을 노마딕 프로세서에 넣기로 ST마이크로일렉트로닉스와 제휴
- 2008년 1월: 알카미스와 CNRS-LIMSI, “직접 귀로 들어보세요”를 내놓음.
- 2008년 11월~ 현재: 알카미스 기술이 구현된 최초의 자동차. 르노에서 자사의 메간 (Mégane) 과 르노삼성자동차 일부차종(qm5,sm3,5)에 “알카미스의 3D 사운드(3D Sound by Arkamys)”를 내놓음

## 주요 기술

### 카 오디오 소프트웨어
자동차의 오디오 품질은 안전 기준과 자동차 실내 최적화 문제 등과 맞물려 여러 가지 물리적 제약을 받는다. 도어 패널 아래에 자리한 스피커는 사운드가 “바닥에서 나오는” 듯한 느낌을 주고, 너무 한쪽으로 치우쳐 한참 왼쪽이나 한참 오른쪽에서 나오는 경우가 대부분이다. 오디오 재생이 자연스럽지 못할 때가 많고 장시간 들었을 경우 청취자 피로 (listener fatigue)라는 현상을 낳을 수 있다.
알카미스의 카 오디오 소프트웨어의 목표는, 운전자 앞에서 음악과 음성이 앞 유리에 조화롭게 위치를 잡으며 자연스러운 오디오 이미지를 만들어내는 것이다. 이것을 가리켜 사운드 풍경 (sound scene)이라고 한다.
여기에서 제일 어려운 점은, 이 사운드 풍경을 자동차 스피커의 구성을 바꾸지 않고 해내야 한다는 점이다. 라디오에 구현된 이 소프트웨어는 미디어 플레이어(라디오, CD, mp3 등)의 디지털 신호를 처리한다. 이 프로세싱은 차량 모델 각각에 맞추어 그 차량의 인테리어가 갖는 구체적인 특징(스피커의 크기, 형태, 숫자, 위치)을 고려해 최적화되어야 한다.
차량 모델이 다양하기 때문에 낮은 수준의 스테레오 시스템부터 10 개 이상의 스피커에서 5.1이나 7.1 사운드를 재생하는 하이엔드 멀티채널 사운드 시스템까지 서로 다른 장비 수준에 맞추어 여러 가지 구성들이 필요하다.

### 이동장치를 위한 오디오 강화
작은 크기 때문에 이동전화와 휴대용 미디어 방송국 같은 휴대용 장치는 고성능 스피커를 사용할 수 없다. 또한, mp3 같은 압축 오디오 형식이 많은 인기를 끌게 되면서 사용자들은 플레이어에 가급적 많은 음악을 담기 위해 높은 압축률을 선택하게 되었다. 비용적인 제약도 제조업체로 하여금 최적의 오디오 복원을 보장해주는 하이엔드 장치(스피커, 헤드폰)을 사용하기 어렵게 만든다. 이러한 요소들이 이동장치의 오디오 품질을 떨어뜨린다.
알카미스의 오디오 강화 솔루션은 전적으로 소프트웨어에만 의존한다. 즉, 스피커의 원래 구성을 바꾸지 않아도 된다는 뜻이다. 이 소프트웨어는 오디오 스트림에서 실시간으로 작동하며, 해당 장치가 갖는 구체적인 제약들(스피커의 크기, 종류, 위치, 헤드폰 종류, 플레이어 종류, 사용된 소재)에 맞추어 신호(mp3, CD, 라디오 등)를 처리한다. 이 소프트웨어는 각 모델별로 구성되어 디지털 신호 처리장치 (DSP)에 설치된다. 사실 이 프로세스는 음악의 리마스터링과 비교될 수 있다.

### 음성 개선 소프트웨어, AEC, ANC
이 소프트웨어는 지상통신, 이동통신, 차량통신 시스템 등 모든 형태의 통신 시스템에서 대화 중 이해도 (intelligibility)와 편안한 청취를 개선하는데 사용된다.
액티브 노이즈 취소 (Active Noise Cancellation) (ANC)와 어쿠스틱 에코 취소 (Acoustic Echo cancellation)(AEC) 기술, 그리고 볼륨 제어 및 오디오 강화 소프트웨어 라이브러리도 적용된다. 이 음성 개선 소프트웨어는 음악이든 전화 통화이든 일관된 청취 품질을 전달할 수 있도록 차량이나 장치의 전체적인 사운드 구상을 고려하여 구현된다.
다음과 관련하여 반드시 이러한 일관성이 지켜져야 한다:
- 사운드의 음색 (timbre)과 동역학(dynamics) (사운드 텍스처)
- 사운드와 음성의 공간적 (spatial) 위치

## 연구

### AES를 위한 발표
알카미스는 정기적으로 오디오 엔지니어링 소사이어티 (Audio Engineering Society) (AES)에 사운드 공간화와 구조음향 연구를 주제로 논문을 게재하고 있다. 또한 알카미스는 전 세계 컨퍼런스와 심포지엄에도 참여하고 있다.

### 연구 프로젝트 "귀로 직접 들어보세요"
"귀로 직접 들어보세요(Listen with your own ears)"는 알카미스가 프랑스국립과학연구센터(French National Center for Scientific Research) (CNRS) 산하 LIMSI (Computer Sciences Laboratory for Mechanics and Engineering Sciences)와 현재 공동으로 진행하고 있는 연구 프로젝트이다.
HRTF (Head Related Transfer Function) 과학에 근거한 이 연구 프로젝트에서, CNRS와 알카미스는 일반대중이 구입할 수 있는 헤드폰을 통해 개인 맞춤식 3D 오디오로 청취를 할 수 있게 만들려고 한다.
연구자들은 오늘날의 헤드폰 솔루션이 음향 복원 측면에서 모두 표준화되어 있어 한계가 있다고 생각한다. 그것은 각 개인이 가진 귀의 모양과 머리의 크기를 고려하지 않은데 있다.
이 프로젝트 “귀로 직접 들어보세요"는 각 개인의 형태학적 특징을 측정하여 디지털 프로세싱 소프트웨어로 오디오 스트림을 바로 처리하는 자동 프로세스를 개발하려고 한다. 이것은 귀의 형태에 맞추어 헤드폰을 통해 듣는 오디오 컨텐츠를 개인 맞춤화함으로써 보다 진짜 같은 3D 오디오 효과를 구현하게 될 것이다.